# María Nélida Doga
María Nélida Doga (La Plata, 1947) es una política y psicóloga argentina, que se desempeñó como Ministra de Desarrollo Social entre el 19 de febrero de 2002 y el 25 de mayo de 2003.

## Biografía
Estudió en Psicología en la Universidad Nacional de La Plata, y posteriormente ejerció un tiempo como tal y dio clases en diversas instituciones. En su adolescencia conoció a Chiche Duhalde, quien la sugeriría para los cargos que tiempo después ocuparía.
Dirigió el Consejo de la Mujer de la Provincia de Buenos Aires, cuando Eduardo Duhalde se desempeñaba como Gobernador, y el Consejo de la Familia y Desarrollo Humano de la Nación, cuando éste alcanzó la presidencia. Como ministra se caracterizó por mantener un bajo perfil. Fue Diputada Nacional por la provincia de Buenos Aires. Cómo diputada presidió la Comisión de Previsión y Seguridad Social, y fue residente de la Comisión de Transporte en el año 2004.